# Ринки Харкова

## Список ринків
Список діючих та колишніх ринків та базарів міста Харкова:

### Діючі ринки
- Ринок Барабашово, фірма АВЕК; оптово-роздрібний, речевий (Салтівка, просп. Ювілейний, ст. метро «Академіка Барабашова»).

- Автомобільний ринок Барабашова; авторинок (Салтівка, просп. Ювілейний, ст. метро «Академіка Барабашова»).

- Героїв Праці; універсальний ринок (Салтівка, вул. Нескорених, 13, ст. метро «Салтівська»).

- «Європа-Т», торговельний майданчик, ПФ (Салтівка, вул. Нескорених, 13, ст. метро «Салтівська»).

- Київський ринок (Харків), ТзОВ (Журавлівка, вул. Шевченка, 142А, ст. метро «Київська»).
- Кінний ринок, СП; продуктовий (Кінний ринок, майдан Захисників України, 1, ст. метро «Захисників України»).
- Радіоринок Кутузівський (Харків), АТЗТ (Салтівка, вул. Нескорених, ст. метро «Салтівська»).
- Лосеве, ТОВ «Компанія ринок Лосеве», проспект Героїв Харкова., 274, ст. метро «Індустріальна»
- Лоск; авторинок Кільцева дорога, смт. Пісочин, Харківський район, Харківська область.
- Новосалтівський ринок, ДП; універсальний (Салтівка, вул. Нескорених, 15)
- Олексіївський ринок, СП (Олексіївка, просп. Людвіга Свободи, 335-й мікрорайон).
- Океан, торговельний майданчик; універсальний (Салтівка, вул. Гвардійців-Широнінців, 83/26).
- Павловопольський ринок (Харків), ДП (Павлове Поле, вул. 23 Серпня, 30, ріг просп. Науки.

- «Маркет», торговий центр.

- «Пасс», торговельний майданчик, ООО (Салтівка, Салтівське шосе, 248)
- Пташиний ринок (Нова Баварія, вул. Базарна).
- Радіоринок Аракс (Харків), (Салтівка, вул. Нескорених, ріг вул. Академіка Павлова, 323, ст. метро «Салтівська»)
- Книжкова балка (книжковий ринок), ООО концерн Райський куток, (Центр, пров. Кравцова, 19, вдовж вул. Клочківської).
- Речовий ринок «Під мостом», ТзОВ «Содружество» (вул. Євгенівська, 40, ріг проспекту Героїв Харкова, поблизу ст. метро Турбоатом).
- Ринок «Казка», ДП (Холодна Гора, вул. Холодногірська, 2А, ріг Полтавського Шляху).
- Ринок на Одеській (Качанівка, просп. Аерокосмічний, 179, ріг просп. Байрона та просп. Аерокосмічного).
- Ринок на «Студентській» («Арабський базар»), (Салтівка, вул. Академіка Павлова та ріг вул. Валентинівської, Валентинівська 21, ст. метро «Студентська»).

- «Коммерс», торговельний майданчик, ТзОВ (Салтівка, вул. Академіка Павлова та ріг вул. Валентинівської, Валентинівська 21, ст. метро «Студентська»).

- Салтівський ринок (Салтівка, просп. Ювілейний, ріг просп. Тракторобудівників).

- «Талісман», торговельний майданчик

- Соллі, ТзОВ, авторинок (Салтівка, вул. Академіка Павлова, ст. метро «Салтівська»).
- Сумський ринок, СП (Нагірний район, вул. Культури, 8, ріг вул. Трінклера та Миколи Хвильового).
- Тракторозаводський ринок, ДП. Селище ХТЗ, вул. Бекетова, 1.

- Філіал № 1 ДП «Тракторозаводський ринок». вул. Шарикова, 26.
- Філіал № 2 ДП «Тракторозаводський ринок». ст. метро «Тракторний завод».

- Турист, торговельний комплекс, ДП ЗАТ «Харківтурист» (Нові Будинки, проспект Героїв Харкова, 144, станція метро «Палац Спорту»).
- Холодногірський ринок (Харків), ДП (Холодна Гора, вул. Полтавський Шлях, 115).
- Центральний ринок, СП (Залопань, вул. Різдвяна, 33).

- Гостиний Двір.

### Колишні ринки
- «Дана», торговельний майданчик, ПП.[1]
- Журавлівський ринок (з 2008 року на його місці побудовано супермаркет «Рост»; Журавлівка, ст. метро «Київська»).
- Основ'янський ринок (Новожанове)[2][3]
- Рибний ринок на Рибному майдані.
- Сінний ринок на Сінному майдані.
- Сергіївскі ряди на Сергіївському майдані.